# Coupe d'Europe des clubs de basket-ball en fauteuil roulant 2011
Navigation
Saison précédente Saison suivante
La Coupe d'Europe des clubs de basket-ball en fauteuil roulant 2011, ou EuroCup 2011, est la 36e Coupe d'Europe des clubs de basket-ball en fauteuil roulant organisée par l'IWBF Europe.

## Faits marquants
Le CS Meaux, en sortant vainqueur de l'EuroCup 3 (pour la première fois de son histoire), intègre le cercle très fermé des clubs qui ont remporté au moins cinq titres européens, avec Verkerk (cinq fois vainqueur de l'EuroCup 1), Lahn-Dill (quatre fois en EuroCup 1 et une EuroCup 2) et Santa Lucia Roma (trois EuroCup 1 et trois EuroCup 2). C'est surtout le premier club de l'histoire de l'handibasket européen à avoir remporté au moins une fois trois Coupes d'Europe différentes (les trois premières qui plus est).

## Équipes dispensées de tour préliminaire
Les formations suivantes sont directement qualifiées pour la phase finale d'une des quatre coupes d'Europe, selon le tableau ci-dessous.
| Équipe                    | Qualification directe pour          | Raison                                                   |
| ------------------------- | ----------------------------------- | -------------------------------------------------------- |
| RSV Lahn-Dill             | EuroCup 1 Coupe des Clubs Champions | Champion d'Europe 2010                                   |
| RSV Rollis Zwickau        | EuroCup 1 Coupe des Clubs Champions | Club organisateur de la phase finale de l'EuroCup 1 2011 |
| Besiktas JK               | EuroCup 2 Coupe André Vergauwen     | Club organisateur de la phase finale de l'EuroCup 2 2011 |
| Fuhnpaiin Peraleda Toledo | EuroCup 3 Coupe Willi Brinkmann     | Club organisateur de la phase finale de l'EuroCup 3 2011 |
| CID Getafe                | EuroCup 4 Challenge Cup             | Club organisateur de la phase finale de l'EuroCup 4 2011 |

## Classements finaux
|                    | EuroCup 1 Coupe des Clubs Champions  | EuroCup 1 Coupe des Clubs Champions | EuroCup 2 Coupe André Vergauwen | EuroCup 2 Coupe André Vergauwen | EuroCup 3 Coupe Willi Brinkmann | EuroCup 3 Coupe Willi Brinkmann | EuroCup 4 Challenge Cup  | EuroCup 4 Challenge Cup |
| Rang               | Équipe                               | V-D                                 | Équipe                          | V-D                             | Équipe                          | V-D                             | Équipe                   | V-D                     |
| ------------------ | ------------------------------------ | ----------------------------------- | ------------------------------- | ------------------------------- | ------------------------------- | ------------------------------- | ------------------------ | ----------------------- |
| Médaille d'or      | Galatasaray SK                       | 5-0                                 | Beşiktaş JK                     | 4-1                             | CS Meaux                        | 5-0                             | BPLS Amicacci Giulianova | 5-0                     |
| Médaille d'argent  | RSV Lahn-Dill                        | 3-2                                 | Köln 99ers                      | 4-1                             | GSD Porto Torres                | 3-2                             | CID Getafe               | 3-2                     |
| Médaille de bronze | CMB Santa Lucia                      | 2-3                                 | ASV Bonn                        | 4-1                             | Funhpaiin Peraleda Toledo       | 4-1                             | Beit Halochem Haïfa      | 3-2                     |
| 4                  | BSR Fundacion Grupo Norte Valladolid | 2-3                                 | Toulouse Invalides Club         | 2-3                             | BC Verkerk                      | 2-3                             | Econy Gran Canaria       | 2-3                     |
| 5                  | Lottomatica Elecom Sport Onlus Roma  | 4-1                                 | BADS Quartu Sant Elena          | 3-2                             | CP Mideba                       | 3-2                             | Roller Bulls Sankt-Vith  | 2-3                     |
| 6                  | CD Fundosa Once Madrid               | 2-3                                 | Beit Halochem Tel Aviv          | 2-3                             | Hyères HC                       | 2-3                             | Izmir Büyüksehir SC      | 2-3                     |
| 7                  | RSC Rollis Zwickau                   | 2-3                                 | Padova Millennium Basket        | 1-4                             | Léopards de Guyenne Bordeaux    | 1-4                             | KIK Sana Sanski Most     | 3-2                     |
| 8                  | Norrköping Dolphins                  | 0-5                                 | Pilatus Dragons                 | 0-5                             | Sheffield Steelers              | 0-5                             | Conveen Sitting Bulls    | 0-5                     |